# Temmincks saterhoen
Temmincks saterhoen (Tragopan temminckii), ook Temmincks tragopan genoemd, is een fazantachtige hoendervogel uit het noorden van Zuid-Azië. De vogel is in 1831 door John Edward Gray beschreven en als eerbetoon vernoemd naar de Nederlandse zoöloog Coenraad Temminck (1778-1858).

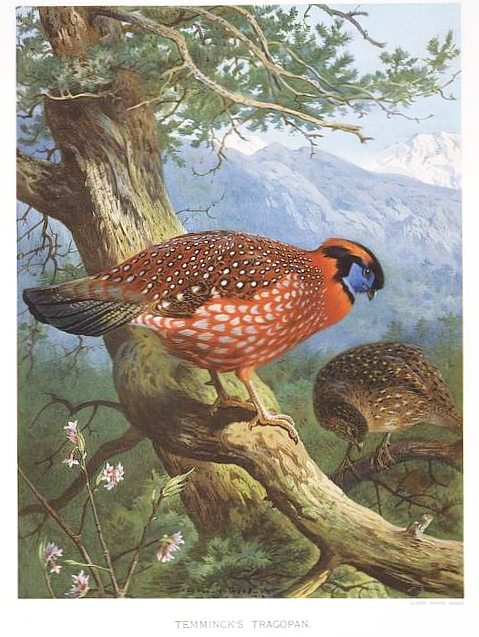
Boekillustratie van Archibald Thorburn van Temmincks saterhoen (ca. 1920)

## Kenmerken
De hanen zijn wat plompe rood-oranje hoenders met wit gestippeld verenkleed, zwarte snavel, kleurige keelzak en roze poten. De huid rond het oog is blauw en ze hebben donkerblauwe hoorntjes op de kop die opgeblazen kunnen worden. Ze kunnen een lengte van 63 cm en een gewicht van 900 tot 1100 gram bereiken.
De hennen zijn minder opvallend, wit gestippeld bruin en rond het oog een blauwgekleurde naakte huid. Ze lijken nog het meest op de rode saterhoen.

## Leefwijze
Hun voedsel bestaat uit plantenkost, zoals bessen, zaden en jonge scheuten, maar ook insecten, die ze uit de bodem krabben. Het nest wordt in een lage boom of struik gebouwd.

## Verspreiding en leefgebied
Temmincks saterhoen komt voor in de hoogst gelegen gordels met regenwoud boven de 3100 m in de berggebieden van noordoost India, Myanmar en noordwest Vietnam, verder in Tibet en de noordelijke provincies van China.

## Status
Omdat dit saterhoen in een groot gebied voorkomt, is de kans op de status kwetsbaar (voor uitsterven) van de soort zeer klein. De totale populatie wordt geschat op meer dan 100.000 individuen, maar dit aantal loopt terug. Echter, het tempo van afname ligt onder de 30% in tien jaar (minder dan 3,5% per jaar). Om deze redenen staat Temmincks saterhoen als niet bedreigd op de IUCN-lijst.